# انحياز لتأييد القرار
الانحياز لتأييد القرار أو التحيز الداعم للقرار (بالإنجليزية: choice-supportive bias)‏ أو ترشيد ما بعد الشراء (بالإنجليزية: post-purchase rationalization)‏ هو الميل إلى نسبة سمات إيجايبة بأثر رجعي لقرار تم اتخاذه مسبقا. وهو شكل من أشكال الانحياز المعرفي. فعلى سبيل المثال، إذا اختار شخص الخيار (أ) بدلا من الخيار (ب)، فمن المرجح أن يتجاهل أو يقلل من أخطاء الخيار (أ) بينما يضخم من عيوب الخيار (ب). وبالعكس، فمن المرجح أيضا أن يضخم مزايا الخيار (أ) ويلغي مزايا الخيارين (ب).